# بيجارية ليدونية الأوراق
بيجارية ليدونية الأوراق (الاسم العلمي:Bejaria ledifolia) هي نوع من النباتات تتبع جنس البيجارية من الفصيلة الخلنجية.